# Athlete Swinging a Pick
Athlete Swinging a Pick (česky Sportovec máchající krumpáčem) je americký němý film z roku 1881. Režisérem je Eadweard Muybridge (1830–1904). Film trvá necelou minutu.

## Děj
Film zachycuje Eadwearda Muybridge, jak nahý máchá krumpáčem.

## Obsazení
| Eadweard Muybridge | sportovec |